# 新山城 (因幡国)
新山城（にいやまじょう）は、鳥取県鳥取市徳尾にあった日本の城。国体道路交差点横の小山が城跡であるが、道路建設や開発などで破壊されており、保存状態は悪い。

## 歴史
築城年代は布勢天神山城の築城と同時期とも、天文年間とも言われる。付近には因幡守護であった山名氏の守護所・布勢天神山城が存在しており、守護の居城を守る重要な軍事拠点であったものと推測される。天文14年（1545年）には因幡山名氏重臣の中村政重が城番に任じられている。廃城年代についても今のところ不明である。

## 遺構
城跡は標高53m、比高43mの丘陵頂部に存在する。城は一本の深い空堀で区切られ、北部に主郭部、南部に曲輪群が存在する。主郭部の北西にも小さい曲輪群があり、竪堀も存在する。1972年（昭和47年）に主郭横の小曲輪に鳥取市の上水道タンクが設置されて以降、付近では国体道路・徳尾配水池の建設などが相次ぎ、城の破壊が進んだ。開発が進んだ現在ではマンション、ショッピングモールが国道を挟んで立ち並んでいる。